# Las Sours
Las Sours är en bergstopp i Schweiz.   Den ligger i regionen Maloja och kantonen Graubünden, i den östra delen av landet, 200 km öster om huvudstaden Bern. Toppen på Las Sours är 3 008 meter över havet, eller 73 meter över den omgivande terrängen. Bredden vid basen är 0,06 km.
Terrängen runt Las Sours är huvudsakligen bergig, men österut är den kuperad. Närmaste större samhälle är St. Moritz, 6,8 km väster om Las Sours. 
Trakten runt Las Sours består i huvudsak av gräsmarker. Runt Las Sours är det glesbefolkat, med 18 invånare per kvadratkilometer.